# 月枕
「月枕」（つきまくら）は、2017年1月25日に発売された竹島宏のシングル。

## 解説
- デビュー15周年記念作品。

- オリコンチャートでは初登場17位、最高16位を記録。演歌・歌謡チャートでは3作連続1位を記録した。

## 収録曲

### Aタイプ
- 両楽曲共に、作詞：松井五郎、作曲・編曲：都志見隆

1. 月枕 (04:47)
2. 生きてみましょう (04:29)
3. 月枕（オリジナルカラオケ） (04:47)
4. 月枕（メロ入りカラオケ） (04:47)
5. 生きてみましょう（オリジナルカラオケ） (04:27)

### Bタイプ
- 両楽曲共に、作詞：松井五郎、作曲・編曲：都志見隆

1. 月枕 (04:47)
2. 風めぐり (04:10)
3. 月枕（オリジナルカラオケ） (04:47)
4. 月枕（メロ入りカラオケ） (04:47)
5. 風めぐり（オリジナルカラオケ） (04:08)

### Cタイプ
1. 月枕 (04:47)
作詞：松井五郎、作曲・編曲：都志見隆
2. 月枕（オリジナルカラオケ） (04:47)
3. 月枕（メロ入りカラオケ） (04:45)

### Dタイプ
- 両楽曲共に、作詞：松井五郎、作曲・編曲：都志見隆

1. 月枕 (04:47)
2. 霧雨のタンゴ (03:41)
3. 月枕（オリジナルカラオケ） (04:47)
4. 月枕（メロ入りカラオケ） (04:47)
5. 霧雨のタンゴ（オリジナルカラオケ） (03:39)

### 15周年「ありがとう」盤
- 全作詞：松井五郎、全作曲・編曲：都志見隆

1. 月枕 (04:47)
2. 誘惑 (04:34)
3. 生きてみましょう（ファンLIVE合唱企画バージョン） (04:29)
4. 月枕（オリジナルカラオケ） (04:47)
5. 月枕（メロ入りカラオケ） (04:47)
6. 誘惑（オリジナルカラオケ） (04:32)